# Дитвянский сельсовет
Дитвянский сельсовет (бел. Дзітвя́нскі сельсавет) — административная единица на территории Лидского района Гродненской области Республики Беларусь. Административный центр —  агрогородок Дитва.

## История
Образован 24 апреля 1978 года из части Круповского сельсовета (16 населённых пунктов: Банцевичи, Бельские, Дайнова 1, Дайнова 2, Домейки, Дитва, Заполье, Застенок Бельские, Кульбаки, Мольги, Ропейки, Рыловцы, Хрули, Хутор Янцевичи, Янцевичи, Евсеевичи) в составе Лидского района Гродненской области БССР.
17 марта 2023 года в состав Дитвянского сельсовета включена часть территории упразднённого Круповского сельсовета, с расположенными на ней населёнными пунктами: агрогородок Крупово, деревни Белевичи, Бенкевичи, Бернути, Большие Рексти, Верх-Крупово, Ворнишки, Жирмуны, Кербеди, Козичи, Наркуны, Новицкие, Обрубы, Пурсти, Черники, Шавдюки.

## Состав
Дитвянский сельсовет включает 31 населённый пункт:
- Банцевичи — деревня
- Белевичи — деревн
- Бельские — деревня
- Бенкевичи — деревня
- Бернути — деревня
- Большие Рексти — деревня
- Верх-Крупово — деревня
- Ворнишки — деревня
- Дайнова-1 — деревня
- Дайнова-2 — деревня
- Дитва — агрогородок
- Домейки — деревня
- Жирмуны — деревня
- Евсеевичи — деревня
- Заполье — деревня
- Застенок Бельские — деревня
- Кербеди — деревня
- Козичи — деревня
- Крупово — агрогородок
- Мольги — деревня
- Наркуны — деревня
- Новицкие — деревня
- Обрубы — деревня
- Пурсти — деревня
- Ропейки — деревня
- Рыловцы — деревня
- Хрули — деревня
- Черники — деревня
- Шавдюки — деревня
- Янцевичи — деревня
- Янцевичи — хутор